# HHEX
HHEX (англ. Hematopoietically expressed homeobox) – білок, який кодується однойменним геном, розташованим у людей на короткому плечі 10-ї хромосоми. Довжина поліпептидного ланцюга білка становить 270 амінокислот, а молекулярна маса — 30 022.
| 10         |  | 20         |  | 30         |  | 40         |  | 50         |
| ---------- |  | ---------- |  | ---------- |  | ---------- |  | ---------- |
| MQYPHPGPAA |  | GAVGVPLYAP |  | TPLLQPAHPT |  | PFYIEDILGR |  | GPAAPTPAPT |
| LPSPNSSFTS |  | LVSPYRTPVY |  | EPTPIHPAFS |  | HHSAAALAAA |  | YGPGGFGGPL |
| YPFPRTVNDY |  | THALLRHDPL |  | GKPLLWSPFL |  | QRPLHKRKGG |  | QVRFSNDQTI |
| ELEKKFETQK |  | YLSPPERKRL |  | AKMLQLSERQ |  | VKTWFQNRRA |  | KWRRLKQENP |
| QSNKKEELES |  | LDSSCDQRQD |  | LPSEQNKGAS |  | LDSSQCSPSP |  | ASQEDLESEI |
| SEDSDQEVDI |  | EGDKSYFNAG |  |            |  |            |  |            |

A: Аланін

C: Цистеїн

D: Аспарагінова кислота

E: Глутамінова кислота

F: Фенілаланін

G: Гліцин

H: Гістидин

I: Ізолейцин

K: Лізин

L: Лейцин

M: Метіонін

N: Аспарагін

P: Пролін

Q: Глутамін

R: Аргінін

S: Серин

T: Треонін

V: Валін

W: Триптофан

Кодований геном білок за функціями належить до репресорів, білків розвитку, фосфопротеїнів. 
Задіяний у таких біологічних процесах, як транскрипція, регуляція транскрипції, диференціація клітин, сигнальний шлях Wnt. 
Білок має сайт для зв'язування з ДНК. 
Локалізований у ядрі.